# WDF World Cup
Der WDF World Cup ist ein internationales Darts-Turnier der World Darts Federation und wird seit 1977 alle zwei Jahre ausgetragen. Innerhalb des WDF nimmt das Turnier die Rolle eines Cups ein und wird somit in keinem offiziellen Ranking beachtet.
Der Wettbewerb, manchmal als offizielle Weltmeisterschaft bezeichnet, findet aber in den Medien wenig Beachtung und auch die Einzelsieger werden im Allgemeinen nicht als Weltmeister betrachtet. Als „echte“ Weltmeisterschaften gelten nur die World Professional Darts Championships.

## Wettbewerbe
Beim WDF World Cup werden die Turniere zwischen Männern und Frauen getrennt. Jeweils werden Einzel- und Doppelwettkämpfe ausgetragen sowie ein Viererwettbewerb für die Teams der teilnehmenden Nationen. Die Wettkämpfe der Männer werden seit 1977, die der Frauen seit 1983 ausgetragen. Den Teamwettbewerb gibt es bei den Frauen seit 2015.
Seit 1999 werden auch Jugendwettbewerbe beim WDF World Cup ausgetragen. Sie werden eingeteilt in einen Jungen- und einen Mädchenwettbewerb sowie einen Mixedwettbewerb als Doppel.
Bei den Männern wie bei den Damen nehmen hierbei jeweils vier Spieler für eine Nation teil. Die Nation, welche bei den Einzel, Doppel und Teamwettbewerben die besten Ergebnisse erzielt, wird zum Gesamtsieger gekürt. Bei den Jugendwettbewerben dürfen die Nationen jeweils zwei Teilnehmer pro Geschlecht stellen. Auch hier wird dann ein Land als Gesamtsieger gekürt.

## Ergebnisse

### Herren

#### Herreneinzel
| Jahr | Austragungsort | Sieger                                  | Ergebnis                                | Gegner                                  |
| ---- | -------------- | --------------------------------------- | --------------------------------------- | --------------------------------------- |
| 1977 | London         | Leighton Rees                           | 4 : 3                                   | Cliff Lazarenko                         |
| 1979 | Las Vegas      | Nicky Virachkul                         | 4 : 3                                   | Ceri Morgan                             |
| 1981 | Nelson         | John Lowe                               | 4 : 3                                   | Jocky Wilson                            |
| 1983 | Edinburgh      | Eric Bristow                            | 4 : 2                                   | Jocky Wilson                            |
| 1985 | Brisbane       | Eric Bristow                            | 4 : 2                                   | Tony Payne                              |
| 1987 | Kopenhagen     | Eric Bristow                            | 4 : 1                                   | Bob Sinnaeve                            |
| 1989 | Toronto        | Eric Bristow                            | 4 : 1                                   | Jack McKenna                            |
| 1991 | Zandvoort      | John Lowe                               | 6 : 4                                   | Martin Phillips                         |
| 1993 | Las Vegas      | Roland Scholten                         | 4 : 2                                   | Troels Rusel                            |
| 1995 | Basel          | Martin Adams                            | 4 : 1                                   | Eric Burden                             |
| 1997 | Perth          | Raymond van Barneveld                   | 4 : 2                                   | Peter Hinkley                           |
| 1999 | Durban         | Raymond van Barneveld                   | 4 : 1                                   | Warren Parry                            |
| 2001 | Kuala Lumpur   | Martin Adams                            | 4 : 3                                   | Andy Fordham                            |
| 2003 | Épinal         | Raymond van Barneveld                   | 4 : 3                                   | Ritchie Davies                          |
| 2005 | Perth          | Dick van Dijk                           | 4 : 1                                   | Per Laursen                             |
| 2007 | Rosmalen       | Mark Webster                            | 4 : 0                                   | Robert Wagner                           |
| 2009 | Charlotte      | Tony O’Shea                             | 7 : 3                                   | Joey ten Berge                          |
| 2011 | Castlebar      | Scott Waites                            | 7 : 3                                   | Martin Adams                            |
| 2013 | St. John’s     | Wesley Harms                            | 7 : 6                                   | Stephen Bunting                         |
| 2015 | Antalya        | Jim Williams                            | 7 : 4                                   | Ross Montgomery                         |
| 2017 | Kōbe           | Jeff Smith                              | 7 : 5                                   | Raymond Smith                           |
| 2019 | Cluj-Napoca    | Darren Herewini                         | 7 : 6                                   | Peter Machin                            |
| 2021 | Esbjerg        | Abgesagt aufgrund der COVID-19-Pandemie | Abgesagt aufgrund der COVID-19-Pandemie | Abgesagt aufgrund der COVID-19-Pandemie |
| 2023 | Esbjerg        | Berry van Peer                          | 7 : 3                                   | Frank Bruns                             |
| 2025 | Seoul          |                                         | :                                       |                                         |

#### Herrendoppel
| Jahr | Austragungsort | Sieger                                      | Ergebnis                                | Gegner                                  |
| ---- | -------------- | ------------------------------------------- | --------------------------------------- | --------------------------------------- |
| 1977 | London         | Eric Bristow/John Lowe                      | 4 : 2                                   | Rocky Jones/Phil Obbard                 |
| 1979 | Las Vegas      | Eric Bristow/John Lowe                      | 4 : 1                                   | Tony Brown/Bill Lennard                 |
| 1981 | Nelson         | Cliff Lazarenko/Tony Brown                  | 4 : 0                                   | Eric Bristow/John Lowe                  |
| 1983 | Edinburgh      | Eric Bristow/John Lowe                      | 4 : 2                                   | Jocky Wilson/Danny Cunningham           |
| 1985 | Brisbane       | Eric Bristow/John Lowe                      | 4 : 0                                   | Russell Stewart/Frank Palko             |
| 1987 | Kopenhagen     | Eric Bristow/John Lowe                      | 4 : 1                                   | Rick Ney/Jerry Umberger                 |
| 1989 | Toronto        | Eric Bristow/John Lowe                      | 4 : 2                                   | Leo Laurens/Stefan Eeckelaert           |
| 1991 | Zandvoort      | Keith Sullivan/Wayne Weening                | 4 : 2                                   | Frans Devooght/Jean-Marie Dejonghe      |
| 1993 | Las Vegas      | John Part/Carl Mercer                       | 4 : 1                                   | Raymond van Barneveld/Roland Scholten   |
| 1995 | Basel          | Martin Adams/Andy Fordham                   | 4 : 1                                   | Ronnie Baxter/Steve Beaton              |
| 1997 | Perth          | Martin Phillips/Sean Palfrey                | 4 : 3                                   | Ronnie Baxter/Steve Beaton              |
| 1999 | Durban         | Ritchie Davies/Richard Herbert              | 4 : 1                                   | Ronnie Baxter/Mervyn King               |
| 2001 | Kuala Lumpur   | John Walton/Andy Fordham                    | 4 : 2                                   | Marko Kantele/Ulf Ceder                 |
| 2003 | Épinal         | Martin Adams/Mervyn King                    | 4 : 1                                   | Andy Fordham/Tony O’Shea                |
| 2005 | Perth          | Raymond van Barneveld/Vincent van der Voort | 4 : 1                                   | Per Laursen/Brian Sørensen              |
| 2007 | Rosmalen       | Joey ten Berge/Mario Robbe                  | 4 : 2                                   | Marko Kantele/Asko Niskala              |
| 2009 | Charlotte      | Anthony Fleet/Geoff Kime                    | 6 : 4                                   | Daryl Gurney/John Elder                 |
| 2011 | Castlebar      | Martin Adams/Tony O’Shea                    | 6 : 4                                   | Daniel Larsson/Johan Engström           |
| 2013 | St. John’s     | Stephen Bunting/Tony O’Shea                 | 6 : 0                                   | Christo Meiring/Mathinus Grobbelaar     |
| 2015 | Antalya        | Wesley Harms/Richard Veenstra               | 6 : 3                                   | Scott Mitchell/Mark McGeeney            |
| 2017 | Kōbe           | Alexander Oreschkin/Boris Kolzow            | 6 : 3                                   | Jeff Smith/Kiley Edmunds                |
| 2019 | Cluj-Napoca    | Jeff Smith/David Cameron                    | 6 : 2                                   | Scott Mitchell/Daniel Day               |
| 2021 | Esbjerg        | Abgesagt aufgrund der COVID-19-Pandemie     | Abgesagt aufgrund der COVID-19-Pandemie | Abgesagt aufgrund der COVID-19-Pandemie |
| 2023 | Esbjerg        | Haupai Puha/Ben Robb                        | 6 : 2                                   | Danny Trueman/Davie Kirwan              |
| 2025 | Seoul          |                                             | :                                       |                                         |

#### Herrenteam
| Jahr | Austragungsort | Sieger                                                                    | Ergebnis                                | Gegner                                                                             |
| ---- | -------------- | ------------------------------------------------------------------------- | --------------------------------------- | ---------------------------------------------------------------------------------- |
| 1977 | London         | Wales Leighton Rees Alan Evans Rocky Jones Phil Obbard                    | 5 : 4                                   | England Eric Bristow John Lowe Tony Brown John Lowe                                |
| 1979 | Las Vegas      | England Eric Bristow John Lowe Tony Brown Bill Lennard                    | 9 : 7                                   | Wales Rocky Jones Ceri Morgan Leighton Rees Allan Thomas                           |
| 1981 | Nelson         | England Eric Bristow John Lowe Tony Brown Cliff Lazarenko                 | 9 : 7                                   | Schottland Alistair Forrester Angus Ross Rab Smith Jocky Wilson                    |
| 1983 | Edinburgh      | England Eric Bristow John Lowe Keith Deller Dave Whitcombe                | 9 : 8                                   | Schottland Danny Cunningham Peter Masson Harry Patterson Jocky Wilson              |
| 1985 | Brisbane       | Vereinigte Staaten Tony Payne Rick Ney John Kramer Dan Valletto           | 9 : 6                                   | Frank Palko Horrie Seden Russell Stewart Terry O'Dea                               |
| 1987 | Kopenhagen     | England Eric Bristow John Lowe Cliff Lazarenko Bob Anderson               | 9 : 8                                   | Nordirland Louis Doherty Ray Farrell Charlie Maxwell Fred McMullan                 |
| 1989 | Toronto        | Kanada Bob Sinnaeve Rick Bisaro Tony Holyoake Albert Anstey               | 9 : 7                                   | Australien Frank Palko Russell Stewart Keith Sullivan Wayne Weening                |
| 1991 | Zandvoort      | England Eric Bristow John Lowe Phil Taylor Alan Warriner                  | 9 : 1                                   | Wales Eric Burden Chris Johns Martin Phillips Leighton Rees                        |
| 1993 | Las Vegas      | England Steve Beaton Ronnie Baxter Kevin Kenny Dave Askew                 | 9 : 3                                   | Wales Eric Burden Ken Thomas Sean Palfrey Martin Phillips                          |
| 1995 | Basel          | England Steve Beaton Ronnie Baxter Martin Adams Andy Fordham              | 9 : 4                                   | Wales Eric Burden Richie Burnett Sean Palfrey Martin Phillips                      |
| 1997 | Perth          | Wales Eric Burden Marshall James Sean Palfrey Martin Phillips             | 9 : 6                                   | England Martin Adams Ronnie Baxter Steve Beaton Andy Fordham                       |
| 1999 | Durban         | England Ronnie Baxter Martin Adams Andy Fordham Mervyn King               | 9 : 7                                   | Wales Eric Burden Ritchie Davies Richard Herbert Martin Phillips                   |
| 2001 | Kuala Lumpur   | England Martin Adams Andy Fordham Mervyn King John Walton                 | 9 : 7                                   | Finnland Ulf Ceder Marko Kantele Jarkko Komula Marko Pusa                          |
| 2003 | Épinal         | Vereinigte Staaten Ray Carver John Kuczynski Bill Davis George Walls      | 9 : 7                                   | Niederlande Raymond van Barneveld Albertino Essers Co Stompé Vincent van der Voort |
| 2005 | Perth          | Finnland Jarkko Komula Ulf Ceder Marko Pusa Kim Viljanen                  | 9 : 8                                   | Australien Tony David Anthony Fleet Graham Hunt Simon Whitlock                     |
| 2007 | Rosmalen       | England Martin Adams Steve Farmer Tony O’Shea John Walton                 | 9 : 8                                   | Niederlande Joey ten Berge Mario Robbe Niels de Ruiter Co Stompé                   |
| 2009 | Charlotte      | Niederlande Joey ten Berge Willy van de Wiel Frans Harmsen Daniel Brouwer | 9 : 5                                   | Kanada Clint Clarkson Jerry Hull Ken MacNeil Bernie Miller                         |
| 2011 | Castlebar      | England Scott Waites Tony O’Shea Martin Atkins Martin Adams               | 9 : 8                                   | Finnland Ulf Ceder Jarkko Komula Petri Korte Sami Sanssi                           |
| 2013 | St. John’s     | Schottland Ross Montgomery Craig Baxter Gary Stone Alan Soutar            | 9 : 7                                   | Vereinigte Staaten Larry Butler Gordon Dixon Robbie Phillips Tom Sawyer            |
| 2015 | Antalya        | England Glen Durrant Scott Mitchell Jamie Hughes Mark McGeeney            | 9 : 4                                   | Irland David Concannon Neil Duff Benny Grace Sean McGowan                          |
| 2017 | Kōbe           | Australien Peter Machin Justin Thompson Andrew Townes Raymond Smith       | 9 : 3                                   | Vereinigte Staaten Joe Chaney Robbie Phillips Tom Sawyer William Squires           |
| 2019 | Cluj-Napoca    | Wales Jim Williams Darren Bingham Arwyn Morris Nick Kenny                 | 9 : 7                                   | Hongkong Kai Fan Leung Man Lok Leung Royden Lam Paul Lim                           |
| 2021 | Esbjerg        | Abgesagt aufgrund der COVID-19-Pandemie                                   | Abgesagt aufgrund der COVID-19-Pandemie | Abgesagt aufgrund der COVID-19-Pandemie                                            |
| 2023 | Esbjerg        | Niederlande Jelle Klaasen Wesley Plaisier Ryan de Vreede Berry van Peer   | 9 : 7                                   | England Jamie Atkins Reece Colley James Hurrell Scott Mitchell                     |
| 2025 | Seoul          |                                                                           | :                                       |                                                                                    |

### Damen

#### Dameneinzel
| Jahr | Austragungsort | Sieger                                  | Ergebnis                                | Gegner                                  |
| ---- | -------------- | --------------------------------------- | --------------------------------------- | --------------------------------------- |
| 1983 | Edinburgh      | Sandy Reitan                            | 4 : 3                                   | Sandra Lee                              |
| 1985 | Brisbane       | Linda Batten                            | 4 : 3                                   | Lottie Chalcroft                        |
| 1987 | Kopenhagen     | Valery Maytum                           | 4 : 0                                   | Kathy Maloney                           |
| 1989 | Toronto        | Eva Grigsby                             | 4 : 2                                   | Sharon Colclough                        |
| 1991 | Zandvoort      | Jill McDonald                           | 4 : 1                                   | Chermaine Barney                        |
| 1993 | Las Vegas      | Kathy Maloney                           | 4 : 2                                   | Stacy Bromberg                          |
| 1995 | Basel          | Mandy Solomons                          | 4 : 3                                   | Francis Hoenselaar                      |
| 1997 | Perth          | Noeline Gear                            | 4 : 0                                   | Denise Cassidy                          |
| 1999 | Durban         | Trina Gulliver                          | 4 : 3                                   | Francis Hoenselaar                      |
| 2001 | Kuala Lumpur   | Francis Hoenselaar                      | 4 : 2                                   | Mieke de Boer                           |
| 2003 | Épinal         | Trina Gulliver                          | 4 : 0                                   | Carina Ekberg                           |
| 2005 | Perth          | Clare Bywaters                          | 4 : 3                                   | Trina Gulliver                          |
| 2007 | Rosmalen       | Jan Robbins                             | 4 : 2                                   | Julie Gore                              |
| 2009 | Charlotte      | Stacy Bromberg                          | 7 : 3                                   | Julie Gore                              |
| 2011 | Castlebar      | Trina Gulliver                          | 7 : 6                                   | Julie Gore                              |
| 2013 | St. John’s     | Deta Hedman                             | 7 : 5                                   | Irina Armstrong                         |
| 2015 | Antalya        | Lisa Ashton                             | 7 : 6                                   | Deta Hedman                             |
| 2017 | Kōbe           | Vicky Pruim                             | 7 : 6                                   | Sharon Prins                            |
| 2019 | Cluj-Napoca    | Mikuru Suzuki                           | 7 : 3                                   | Deta Hedman                             |
| 2021 | Esbjerg        | Abgesagt aufgrund der COVID-19-Pandemie | Abgesagt aufgrund der COVID-19-Pandemie | Abgesagt aufgrund der COVID-19-Pandemie |
| 2023 | Esbjerg        | Beau Greaves                            | 7 : 5                                   | Deta Hedman                             |
| 2025 | Seoul          |                                         | :                                       |                                         |

#### Damendoppel
| Jahr | Austragungsort | Sieger                                   | Ergebnis                                | Gegner                                  |
| ---- | -------------- | ---------------------------------------- | --------------------------------------- | --------------------------------------- |
| 1983 | Edinburgh      | Audrie Durham/Maureen Flowers            | 4 : 3                                   | Rani Gill/Stacy Walker                  |
| 1985 | Brisbane       | Linda Batten/Sharon Kemp                 | 4 : 3                                   | Connie McDonald/Lynn Shearer            |
| 1987 | Kopenhagen     | Kathy Karpowich/Kathy Maloney            | 4 : 2                                   | Rani Gill/Patricia Farrell              |
| 1989 | Toronto        | Sharon Colclough/Sue Edwards             | 4 : 0                                   | Louise Ball/Eileen Morton               |
| 1991 | Zandvoort      | Sandra Greatbatch/Rhian Speed            | 4 : 1                                   | Jill McDonald/Janette Jonathan          |
| 1993 | Las Vegas      | Valery Maytum/Francis Hoenselaar         | 4 : 3                                   | Mandy Solomons/Sue Talbot               |
| 1995 | Basel          | Deta Hedman/Mandy Solomons               | 4 : 0                                   | Jannette Jonathan/Noeline Gear          |
| 1997 | Perth          | Stacy Bromberg/Lori Verrier              | 4 : 2                                   | Paulita Villanueva/Janice Hinojales     |
| 1999 | Durban         | Trina Gulliver/Apylee Jones              | 4 : 1                                   | Carina Ekberg/Kristina Korpii           |
| 2001 | Kuala Lumpur   | Francis Hoenselaar/Mieke de Boer         | 4 : 2                                   | Carina Ekberg/Kristina Korpii           |
| 2003 | Épinal         | Trina Gulliver/Clare Bywaters            | 4 : 2                                   | Francis Hoenselaar/Karin Krappen        |
| 2005 | Perth          | Trina Gulliver/Clare Bywaters            | 4 : 2                                   | Stacy Bromberg/Marilyn Popp             |
| 2007 | Rosmalen       | Anastassija Dobromyslowa/Irina Armstrong | 4 : 2                                   | Carina Ekberg/Maud Jansson              |
| 2009 | Charlotte      | Lisa Ashton/Karen Newman                 | 6 : 2                                   | Carina Ekberg/Maud Jansson              |
| 2011 | Castlebar      | Deta Hedman/Trina Gulliver               | 6 : 5                                   | Francis Hoenselaar/Karin Krappen        |
| 2013 | St. John’s     | Deta Hedman/Trina Gulliver               | 6 : 1                                   | Cindy Hayhurst/Dianne Gobeil            |
| 2015 | Antalya        | Lisa Ashton/Claire Brookin               | 6 : 4                                   | Fallon Sherrock/Deta Hedman             |
| 2017 | Kōbe           | Anastassija Dobromyslowa/Marina Kononowa | 6 : 1                                   | Robyn Byrne/Caroline Breen              |
| 2019 | Cluj-Napoca    | Mikuru Suzuki/Mayumi Ouchi               | 6 : 1                                   | Jitka Císařová/Alena Gregůrková         |
| 2021 | Esbjerg        | Abgesagt aufgrund der COVID-19-Pandemie  | Abgesagt aufgrund der COVID-19-Pandemie | Abgesagt aufgrund der COVID-19-Pandemie |
| 2023 | Esbjerg        | Beau Greaves/Deta Hedman                 | 6 : 1                                   | Kirsi Viinikainen/Sari Sauvola          |
| 2025 | Seoul          |                                          | :                                       |                                         |

#### Damenteam
| Jahr | Austragungsort | Sieger                                                                 | Ergebnis                                | Gegner                                                                        |
| ---- | -------------- | ---------------------------------------------------------------------- | --------------------------------------- | ----------------------------------------------------------------------------- |
| 2015 | Antalya        | England Deta Hedman Lisa Ashton Fallon Sherrock Claire Brookin         | 9 : 5                                   | Deutschland Irina Armstrong Stefanie Lück Stefanie Zwitkowitsch Anne Willkomm |
| 2017 | Kōbe           | Niederlande Aileen de Graaf Sharon Prins Anca Zijlstra Vanessa Zuidema | 9 : 6                                   | Schweden Anna Forsmark Maud Jansson Vicky Pruim Paulina Söderström            |
| 2019 | Cluj-Napoca    | England Maria O’Brien Lorraine Winstanley Deta Hedman Fallon Sherrock  | 9 : 4                                   | Australien Lorraine Burn Natalie Carter Tori Kewish Barb Smyth                |
| 2021 | Esbjerg        | Abgesagt aufgrund der COVID-19-Pandemie                                | Abgesagt aufgrund der COVID-19-Pandemie | Abgesagt aufgrund der COVID-19-Pandemie                                       |
| 2023 | Esbjerg        | Irland Caroline Breen Robyn Byrne Aoife McCormack Carolina Breen       | 9 : 7                                   | Niederlande Aileen de Graaf Noa-Lynn van Leuven Aletta Wajer Anca Zijlstra    |
| 2025 | Seoul          |                                                                        | :                                       |                                                                               |

### Jugend

#### Jungeneinzel
| Jahr | Austragungsort | Sieger                                  | Ergebnis                                | Gegner                                  |
| ---- | -------------- | --------------------------------------- | --------------------------------------- | --------------------------------------- |
| 1999 | Durban         | Kim Viljanen                            | 2 : 0                                   | Sascha Steinbusch                       |
| 2001 | Kuala Lumpur   | Stephen Bunting                         | 3 : 1                                   | Markus Korhonen                         |
| 2003 | Épinal         | Jerry Hendriks                          | 3 : 0                                   | Ricky Dunlop                            |
| 2005 | Perth          | Jonny Nijs                              | 3 : 1                                   | Ross Smith                              |
| 2007 | Rosmalen       | Tibor Tax                               | 3 : 1                                   | Maarten Pape                            |
| 2009 | Charlotte      | Jamie Lewis                             | 6 : 4                                   | Tuomas Tikka                            |
| 2011 | Castlebar      | Jimmy Hendriks                          | 6 : 4                                   | Max Hopp                                |
| 2013 | St. John’s     | Jamie Rundle                            | 6 : 0                                   | Quin Wester                             |
| 2015 | Antalya        | Maikel Verberk                          | 6 : 3                                   | Rusty-Jake Rodriguez                    |
| 2017 | Kōbe           | Justin van Tergouw                      | 6 : 3                                   | Wessel Nijman                           |
| 2019 | Cluj-Napoca    | Keelan Kay                              | 6 : 3                                   | Mehrdad Seyfi                           |
| 2021 | Esbjerg        | Abgesagt aufgrund der COVID-19-Pandemie | Abgesagt aufgrund der COVID-19-Pandemie | Abgesagt aufgrund der COVID-19-Pandemie |
| 2023 | Esbjerg        | Jenson Walker                           | 6 : 5                                   | Yorick Hofkens                          |
| 2025 | Seoul          |                                         | :                                       |                                         |

#### Mädcheneinzel
| Jahr | Austragungsort | Sieger                                  | Ergebnis                                | Gegner                                  |
| ---- | -------------- | --------------------------------------- | --------------------------------------- | --------------------------------------- |
| 1999 | Durban         | Harrena Williamson                      | 2 : 0                                   | Franka Funk                             |
| 2001 | Kuala Lumpur   | Venus Johnson                           | 3 : 0                                   | Melody Unger                            |
| 2003 | Épinal         | Kate Dando                              | 3 : 2                                   | Shunnet Luke                            |
| 2005 | Perth          | Carla Molema                            | 3 : 2                                   | Tanya Thomas                            |
| 2007 | Rosmalen       | Linda Odén                              | 3 : 0                                   | Harriet Wolton                          |
| 2009 | Charlotte      | Aliisa Koskivirta                       | 6 : 5                                   | Zoe Jones                               |
| 2011 | Castlebar      | Fallon Sherrock                         | 6 : 0                                   | Courtney Mulder                         |
| 2013 | St. John’s     | Casey Gallagher                         | 6 : 3                                   | Tiarna Smith                            |
| 2015 | Antalya        | Tayla Carolissen                        | 6 : 1                                   | Christina Schuler                       |
| 2017 | Kōbe           | Deniz Hashtbaran                        | 6 : 4                                   | Katie Sheldon                           |
| 2019 | Cluj-Napoca    | Beau Greaves                            | 6 : 4                                   | Katie Sheldon                           |
| 2021 | Esbjerg        | Abgesagt aufgrund der COVID-19-Pandemie | Abgesagt aufgrund der COVID-19-Pandemie | Abgesagt aufgrund der COVID-19-Pandemie |
| 2023 | Esbjerg        | Paige Pauling                           | 5 : 2                                   | Rebecca Allen                           |
| 2025 | Seoul          |                                         | :                                       |                                         |

#### Jungendoppel
| Jahr | Austragungsort | Sieger                                  | Ergebnis                                | Gegner                                  |
| ---- | -------------- | --------------------------------------- | --------------------------------------- | --------------------------------------- |
| 2015 | Antalya        | Maikel Verberk/Justin van Tergouw       | 6 : 2                                   | Kevin Troppmann/Nico Schlund            |
| 2017 | Kōbe           | Justin van Tergouw/Wessel Nijman        | 6 : 1                                   | Keane Barry/Killian Heffernan           |
| 2019 | Cluj-Napoca    | Brad Phillips/Keelan Kay                | 6 : 4                                   | Vilém Šedivý/Tomáš Houdek               |
| 2021 | Esbjerg        | Abgesagt aufgrund der COVID-19-Pandemie | Abgesagt aufgrund der COVID-19-Pandemie | Abgesagt aufgrund der COVID-19-Pandemie |
| 2023 | Esbjerg        | Thomas Banks/Jenson Walker              | 5 : 1                                   | Yorick Hofkens/Alexander Steinmetz      |
| 2025 | Seoul          |                                         | :                                       |                                         |

#### Mädchendoppel
| Jahr | Austragungsort | Sieger                                  | Ergebnis                                | Gegner                                  |
| ---- | -------------- | --------------------------------------- | --------------------------------------- | --------------------------------------- |
| 2015 | Antalya        | Christina Schuler/Nina Puls             | 6 : 4                                   | Kyana Frauenfelder/Layla Brussels       |
| 2017 | Kōbe           | Deniz Hashtbaran/Mahshad Avazzadeh      | 6 : 5                                   | Layla Brussels/Lerena Rietbergen        |
| 2019 | Cluj-Napoca    | Beau Greaves/Shannon Reeves             | 6 : 5                                   | Chloe O’Brien/Sophie McKinlay           |
| 2021 | Esbjerg        | Abgesagt aufgrund der COVID-19-Pandemie | Abgesagt aufgrund der COVID-19-Pandemie | Abgesagt aufgrund der COVID-19-Pandemie |
| 2023 | Esbjerg        | Paige Pauling/Hannah Meek               | 4 : 0                                   | Sophie McKinlay/Holly Frew              |
| 2025 | Seoul          |                                         | :                                       |                                         |

#### Mixeddoppel
| Jahr | Austragungsort | Sieger                                  | Ergebnis                                | Gegner                                  |
| ---- | -------------- | --------------------------------------- | --------------------------------------- | --------------------------------------- |
| 1999 | Durban         | Beau Anderson/Harrena Williamson        | 2 : 1                                   | Kim Viljanen/Jenni Janeskallio          |
| 2001 | Kuala Lumpur   | Markus Korhonen/Johanna Erin            | 3 : 0                                   | Michael Karkoska/Nicole Osthues         |
| 2003 | Épinal         | Kyle Anderson/Kathleen Logue            | 3 : 2                                   | Oskar Lukasiak/Maria Fogd               |
| 2005 | Perth          | Jonny Nijs/Carla Molema                 | 3 : 2                                   | Roman Ariefdien/Tanya Thomas            |
| 2007 | Rosmalen       | Maarten Pape/Thea Kaaijk                | 3 : 0                                   | Mitchell Clegg/Brie Peters              |
| 2009 | Charlotte      | Tuomas Tikka/Aliisa Koskivirta          | 6 : 4                                   | Paddy Meaney/Aoife Ryan                 |
| 2011 | Castlebar      | Jake Jones/Fallon Sherrock              | 6 : 3                                   | Max Hopp/Ann-Kathrin Wigmann            |
| 2013 | St. John’s     | Dawson Murschell/Alicia Looker          | 6 : 4                                   | Jamie Rundle/Tiarna Smith               |
| 2015 | Antalya        | Maikel Verberk/Kyana Frauenfelder       | 6 : 1                                   | Chris Gower/Danielle Ashton             |
| 2017 | Kōbe           | Justin van Tergouw/Layla Brussel        | 6 : 4                                   | Wessel Nijman/Lerena Rietbergen         |
| 2019 | Cluj-Napoca    | Tomáš Houdek/Anna Votavová              | 6 : 2                                   | Vilém Šedivý/Denisa Feklová             |
| 2021 | Esbjerg        | Abgesagt aufgrund der COVID-19-Pandemie | Abgesagt aufgrund der COVID-19-Pandemie | Abgesagt aufgrund der COVID-19-Pandemie |
| 2023 | Esbjerg        | Thomas Banks/Paige Pauling              | 5 : 0                                   | Jenson Walker/Hannah Meek               |
| 2025 | Seoul          |                                         | :                                       |                                         |

### Gesamtsiege
| Jahr | Austragungsort | Herren                                  | Damen                                   | Jugend                                  |
| ---- | -------------- | --------------------------------------- | --------------------------------------- | --------------------------------------- |
| 1977 | London         | Wales                                   |                                         |                                         |
| 1979 | Las Vegas      | England                                 |                                         |                                         |
| 1981 | Nelson         | England                                 |                                         |                                         |
| 1983 | Edinburgh      | England                                 | England                                 |                                         |
| 1985 | Brisbane       | England                                 | England                                 |                                         |
| 1987 | Kopenhagen     | England                                 | Vereinigte Staaten                      |                                         |
| 1989 | Toronto        | England                                 | England                                 |                                         |
| 1991 | Zandvoort      | England                                 | Neuseeland                              |                                         |
| 1993 | Las Vegas      | Wales                                   | Vereinigte Staaten                      |                                         |
| 1995 | Basel          | England                                 | England                                 |                                         |
| 1997 | Perth          | Wales                                   | Vereinigte Staaten                      |                                         |
| 1999 | Durban         | England                                 | England                                 | Australien                              |
| 2001 | Kuala Lumpur   | England                                 | Niederlande                             | Schweden                                |
| 2003 | Épinal         | England                                 | England                                 | Australien                              |
| 2005 | Perth          | Niederlande                             | England                                 | Niederlande                             |
| 2007 | Rosmalen       | Niederlande                             | Wales                                   | Niederlande                             |
| 2009 | Charlotte      | Niederlande                             | England                                 | Finnland                                |
| 2011 | Castlebar      | England                                 | England                                 | England                                 |
| 2013 | St. John’s     | England                                 | England                                 | Australien                              |
| 2015 | Antalya        | England                                 | England                                 | Niederlande                             |
| 2017 | Kōbe           | Australien                              | Niederlande                             | Niederlande                             |
| 2019 | Cluj-Napoca    | Niederlande                             | England                                 | England                                 |
| 2021 | Esbjerg        | Abgesagt aufgrund der COVID-19-Pandemie | Abgesagt aufgrund der COVID-19-Pandemie | Abgesagt aufgrund der COVID-19-Pandemie |
| 2023 | Esbjerg        | Niederlande                             | England                                 | England                                 |
| 2025 | Seoul          | 0                                       | 0                                       | 0                                       |